# О’Брайен, Джек (бейсболист, 1873)
Джон Джозеф «Джек» О'Брайен (англ. John Joseph O'Brien, 5 февраля 1873, Уотервлит, Нью-Йорк — 10 июня 1933, там же) — американский бейсболист, аутфилдер. В составе «Бостон Американс» в 1903 году стал победителем первой в истории Мировой серии.

## Биография
Джек родился в городке Уотервлит неподалёку от Олбани. Его отец Патрик с супругой Бриджет эмигрировали из Ирландии в 1851 году. Кроме Джека, на момент переписи населения 1880 года, в семье было ещё пятеро детей. Его старшие братья Фрэнк и Джеймс вместе с отцом работали мясниками. Джек восемь лет учился в школе Святой Бригитты, а затем четыре года в католической старшей школе Института Ла Саля.
Его первым профессиональным клубом стал «Трой Троянс», за который Джек сыграл в 14 матчах в 1895 году. В конце мая команда была распущена и большинство игроков, включая О'Брайена, перешли в состав «Рочестер Браунс». Команда выступала в Восточной лиге, которая в то время считалась соревнованием А-класса и уступала только Национальной лиге. Джек играл на третьей базе, а после приобретения Милта Уайтхеда перешёл на позицию аутфилдера. Газета Sporting Life писала, что это новая позиция для него, но О'Брайен первоклассный бьющий, чтобы команда позволила себе держать его в запасе.
В начале июня 1896 года Джек вместе с четырьмя другими игроками «Браунс» перешёл в команду «Скрэнтон Майнерс». 13 или 14 числа его арестовала полиция Рочестера по обвинению в похищении 17-летней Норы О'Нил, дочери ресторатора из Торонто. Через день выяснилось, что полицейские перепутали его с другим бейсболистом — Томом О'Брайеном.
В августе 1897 года он покинул «Скрэнтон» и подписал контракт с «Сиракьюз Старз». Его новая команда встречалась с «Торонто Мэйпл Лифс» в плей-офф за Кубок Стейнерта. Победитель должен был определиться в серии из семи игр, первые четыре из которых состоялись в Торонто. «Мэйпл Лифс» выиграли три из них, а затем команды не смогли договориться о месте проведения пятой игры. О'Брайен пропустил эти игры из-за травмы ноги. В составе «Старз» он полностью отыграл следующий сезон, хотя весной интерес к Джеку проявляли команды из Канзас-Сити и Провиденса. Недовольство уровнем зарплаты побудило его подписать контракт с «Питтсбург Пайрэтс» в июле, но руководство позволило О'Брайену доиграть сезон в «Сиракьюз».
В начале января 1899 года «Пайрэтс» обменяли Джека в «Вашингтон Сенаторз». На весенних сборах он повредил левую ногу, после чего слабо начал сезон и 7 мая генеральный менеджер «Сенаторов» принял решение отправить его в Провиденс. О'Брайен отказался играть в младшей лиге и несколько клубов были готовы обменять его, но в итоге он остался в команде, проведя за неё в чемпионате 127 игр, отбивая с хорошим показателем 28,2 %. 
Весной 1900 года, транзитом через Детройт, Джек оказался в «Канзас-Сити Блюз», игравших в Американской лиге до получения ею статуса одной из главных. За команду он провёл 140 игр, хотя начало сезона у него снова получилось слабым. В начале 1901 года О'Брайен снова оказался в Вашингтоне, в составе другой команды «Сенаторз». 15 мая, после всего одиннадцати игр, он был отчислен. 24 мая Джек подписал контракт с другим клубом Американской лиги «Кливленд Блюбёрдз», за который играл до сентября. Сезон 1902 года он провёл в «Милуоки Кримс» в Западной лиге. 
Весной 1903 года Джек произвёл впечатление на главного тренера «Бостон Американс» Джимми Коллинза и тот подписал с ним контракт. Однако первый месяц чемпионата обернулся разочаровывающей игрой на бите. Также О'Брайен получил травму ноги, из-за которой смог принять участие всего в 96 играх. Только в конце сезона выяснилось, что большую часть времени он играл с переломом. В играх Мировой серии Джек выходил на поле дважды: в девятом иннинге первой игры он получил страйк-аут, а в четвёртой игре отбил поп-аут на вторую базу, оставив двух раннеров на базах. 23 ноября Коллинз объявил, что в следующем сезоне команда сохранит состав за исключением О'Брайена и Чика Шталя. Карьера Джека в МЛБ завершилась.
В 1904 и 1905 годах он выступал за «Милуоки Брюэрс» в Американской Ассоциации, проведя 131 и 133 игры соответственно. В 1905 году он также подал иск на 25 000 долларов к Железнодорожной компании Трой Стрит, требуя компенсацию за травму ноги, полученную в дорожной аварии в 1902 году.  
В 1912 году Джек поступил на службу в полицию Уотервлита и вскоре стал начальником отдела. С 1914 по 1916 год он работал скаутом в «Чикаго Кабс». Затем он вернулся в полицию и служил в Полицейском департаменте Троя до 1918 года. В 1928 году О'Брайен женился на Мэри Трейнор. Умер Джек от инсульта 10 июня 1933 года. Похоронен на кладбище Святой Агнессы в Менандсе, штат Нью-Йорк. 